# Шатунов, Олег Александрович
Оле́г Алекса́ндрович Шатуно́в (род. 21 февраля 1967, Йошкар-Ола, РСФСР, СССР) — советский и российский волейболист, пляжный волейболист, игрок сборных СССР, СНГ и России (1989—1996). чемпион Европы (1991), обладатель Кубка мира (1991), двукратный чемпион России. Центральный блокирующий. Заслуженный мастер спорта СССР (1992).

## Биография
Начал заниматься волейболом в 1978 году в Йошкар-Оле. Первый тренер — В. М. Сазоненко. В 1982 году переехал в Ленинград, где поступил в СДЮШОР Василеостровского района.
С 1984 по 1993 год выступал за «Автомобилист» (Ленинград/Санкт-Петербург). В его составе: двукратный чемпион России (1992, 1993), серебряный (1990) и трёхкратный бронзовый (1987—1989) призёр чемпионатов СССР, обладатель Кубка СССР (1989), двукратный обладатель Кубка ЕКВ (1988, 1989).
С 1993 года играл за зарубежные клубы: 1993—1995 — «Альпитур — Дизель» (Кунео, Италия), 1995—1998 — «ДжТ Тандерз» (Хиросима, Япония), 1998—1999 — «Виа Монтенаполеоне» (Кутрофьяно, Италия), 1999—2000 — «Копра Джуниор Воллей-90» (Пьяченца, Италия), 2000—2001 — «ССК Анкара» (Анкара, Турция). Бронзовый (1996) и серебряный (1997) призёр чемпионатов Японии.
В сборных СССР, СНГ и России в официальных соревнованиях выступал в 1989—1996 годы. В их составе: бронзовый призёр чемпионата мира (1990), победитель (1991) и бронзовый призёр (1989) розыгрышей Кубка мира, чемпион Европы (1991), бронзовый призёр европейского первенства (1993), бронзовый (1991 и 1996) и серебряный (1993) призёр Мировой лиги.
Участник Олимпийских игр (1992 и 1996), чемпионатов Европы (1989 и 1995), розыгрышей Мировой лиги (1990, 1992, 1994 и 1995).
В 1993 и 1995 годах признавался лучшим блокирующим Мировой лиги (в 1995 году — на Интерконтинентальном раунде Лиги).
В 1997—1998 годы выступал в соревнованиях по пляжному волейболу. В паре с Дмитрием Кувичкой принял участие в нескольких этапах Мирового тура.
В 1999 году Олег Шатунов окончил Санкт-Петербургскую государственную академию физической культуры имени П. Ф. Лесгафта.
После окончания игровой карьеры тренировал любительские команды Санкт-Петербурга. В 2005—2007 годы работал тренером женской волейбольной команды «Ленинградка», в сезоне 2010/11 — старший тренер команды «Ленинградка-2» (высшая лига «Б» чемпионата России).
С лета 2015 года по настоящее время — старший тренер волейбольного клуба «Динамо — Ленинградская область».

## Достижения

### Командные

#### В качестве игрока
«Автомобилист» (Ленинград / Санкт-Петербург)
- Чемпион России: (2) 1992, 1992/1993
- Серебряный призёр Чемпионата СССР: 1989/1990
- Бронзовый призёр Чемпионата СССР: (3) 1986/1987, 1987/1988, 1988/1989
- Обладатель Кубка СССР: 1989
- Обладатель Кубка Европейской конфедерации волейбола: (2) 1987/1988, 1988/1989
- Финалист Кубка Европейской конфедерации волейбола: 1989/1990

 ДжТ Тандерз (Хиросима)
- Серебряный призёр Чемпионата Японии: 1996/1997[яп.]
- Бронзовый призёр Чемпионата Японии: 1995/1996[яп.]

 Сборная СССР
- Бронзовый призёр Чемпионата мира: 1990
- Чемпион Европы: 1991
- Обладатель Кубка мира: 1991
- Бронзовый призёр Кубка мира: 1989
- Бронзовый призёр Мировой лиги: 1991

 Сборная России
- Бронзовый призёр Чемпионата Европы: 1993
- Серебряный призёр Мировой лиги: 1993
- Бронзовый призёр Мировой лиги: 1996

#### В качестве тренера
Динамо-ЛО (Сосновый Бор)
- Победитель Высшей лиги «А» (II дивизион) чемпионата России: 2015/2016

### Личные

#### В качестве игрока
Лучший блокирующий Мировой лиги: (2) 1993, 1995 (Интерконтинентальный раунд).

## Семья
Женат. Дети пошли по стопам отца и стали профессиональными волейболистами.
Дочь Валерия (род. 1994) в сезонах 2008/09 — 2010/11 играла за молодёжную команду «Ленинградка-2» ЖВК «Ленинградка», в сезонах 2011/12 и 2013/14 — за основную команду ЖВК «Ленинградка», в сезоне 2014/15 и начале следующего — за «Омичку» (Омск), большую часть сезона 2015/16 2016/2017 отыграла за «Северянку» из Череповца. В сезоне 2016/17 снова играет за «Ленинградку».
Сын Филипп (род. 1996) играл за команду «Динамо-Центр» — молодёжную команду клуба «Динамо — Ленинградская область», в настоящее время играет за молодёжную команду клуба Кузбасс из Кемерова.